# Stupina (okręg Vrancea)
Stupina – wieś w Rumunii, w okręgu Vrancea, w gminie Măicănești. W 2011 roku liczyła 375
mieszkańców